# Качан Вадим Аркадійович
Вадим Аркадійович Качан (біл. Вадзім Аркадзьевіч Качан; нар. 8 жовтня 1958, Залядиньє, Іванівський район (Брестська область)) — сучасний білоруський фотограф, викладач фотографії.

## Біографія
Народився 8 жовтня 1958 року в селі Залядиньє Іванівського району Брестської області (Білоруська РСР).
У 1980 році закінчив Білоруський технологічний інститут ім. С. М. Кірова (нині Білоруський державний технологічний університет) у Мінську. З 1980 по 1990 роки був членом фотоклубу «Вечірній Мінськ», який відвідували в різний час відомі білоруські фотографи — Андрій Щукін, Євгеній Залужний, Сергій Брушко та ін.. У цей період брав участь у проекті Photo Manifesto: Contemporary Photography in the USSR (Фотоманіфест. Сучасна фотографія в СРСР), у виставці в Центральному виставковому залі в Москві «Манеж», присвяченій 150-річчю фотографії, а також у низці клубних фотовиставок в Білорусі й в інших виставкових проектах.
У процесі його творчої діяльності створюються серії і проекти як документальних робіт — «Фототандем», «Свято міста», «Світло і тіні», так і фотомонтажних світлин — «ХХ-століття», «Асоціації», «Весільні миті», «Передчуття долі» й ін..
З 1991 по 2003 рік Вадим Аркадійович активно фотографією не займався.
У 2003 році повернувся до улюбленої справи у вигляді персональної виставки «Осколки» в галереї «NOVA» (м. Мінськ). Качан В. А. був одним із організаторів і першим головою Білоруського Громадського об'єднання «Фотомистецтво» (творчий союз, 2003 рік). Брав активну участь у колективних виставках в різних країнах, а також у низці персональних виставок, які пройшли в Білорусі, Росії та Польщі. У цей же період Вадим Качан створив серії цифрової документальної фотографії: «Люди Єгипту», «Портрет з портретом», «Прогулянки містом», «Місто і люди» та ін., а також серії цифрових монтажних робіт «Внутрішні світи», «Фантазії Єгипту», «Жалюзі» й ін..
Було видано чотири авторських фотоальбоми: «Фотографії минулих років», «Люди Єгипту», «Обличчя», «Мінськ. Місто і люди».
Фотоальбом Вадима Качана «Фотографії минулих років» (2005) — перше в сучасній Білорусі видання альбому-книги, присвячене творчості фотохудожника. До нього увійшли як фотографії автора, виконані в 80-тих роках минулого століття, так і його розповіді «Puzzles минулих років».
Вадим Аркадійович Качан є членом творчих спілок: Білоруський союз дизайнерів, БОО «Фотомистецтво», Спілка фотохудожників Росії .
З 2007 року займається викладанням фотографії.

## Виставки
Персональні виставки:
- 2003 — «Осколки», галерея візуальних мистецтв «NOVA», Мінськ, Білорусь[2]
- 2003 — виставка, галерея імені Г. Х. Ващенка, Гомель, Білорусь
- 2004 — «Старий Мінськ», Національний історичний  музей Білорусі, Мінськ
- 2005 — виставка, музей Марка Шагала, арт-центр, Вітебськ, Білорусь
- 2005 — виставка, Державний Гродненський історико-археологічний музей, Новий замок, Сенаторський зал, Білорусь
- 2005 — виставка-презентація альбому-книги «Фотографії минулих років», Національна бібліотека Білорусі, Мінськ, Білорусь
- 2006 — виставка, Могильовський художній обласний музей імені П. В. Масленикова, Білорусь
- 2006 — фотовиставка «Фотографії минулих років», Російський музей фотографії, м. Нижній Новгород, Росія
- 2007 — «Прогулянки містом», Національна бібліотека Білорусі, Мінськ, Білорусь
- 2007 — виставка «День міста», Мала галерея Інституту імені Гете, Мінськ, Білорусь
- 2007 — «Фотографії минулих років», галерея ФотоСоюз, Російський Союз Фотохудожників, Москва, Росія[3]
- 2007 — «Фотографії минулих років» — в Національному культурному центрі Казані, Росія
- 2008 — «Фрагменти», в «Старій галереї» Союзу польських фотохудожників м. Варшава, Польща
- 2009 — «Люди Єгипту», Національний художній музей Білорусі, Мінськ, Білорусь[4]
- 2010 — «Обличчя», НВЦ «БелЕкспо», Мінськ, Білорусь
- 2011 — «Мінськ. Місто і люди», музей історії міста Мінська, Білорусь

## Книги
- Photo Manifesto: Contemporary Photography in the USSR. Під ред.: Walker, Ursitti & McGinniss. Нью-Йорк (США), вид-во Stewart, Tabori & Chang, 1991. ISBN 978-1556701993
- «Фотографії минулих років» — авторський альбом, Мінськ, вид-во «Юніпак», 2005, ISBN 985-6745-27-6
- «Люди Єгипту» — авторський альбом, Мінськ, вид-во «Артія Груп», 2009, (Vadim Kachan «PEOPLE OF EGYPT», англійська, російська, 21х21 см, 54стор.) ISBN 978-985-6893-07-3
- «Обличчя» — авторський альбом, Мінськ, вид-во «Артія Груп» 2010, ISBN 978-985-6893-27-1
- «Мінськ. Місто і люди» — авторський альбом, Мінськ, вид-во «Артія Груп», 2011, ISBN 978-985-6893-29-5